# FC Clyde
Der FC Clyde (offiziell: Clyde Football Club) – gegründet im Jahr 1877 – ist ein professioneller schottischer Fußballverein, der ursprünglich aus dem Glasgower Südosten stammte, mittlerweile aber in Hamilton beheimatet ist. Der Verein ist nach dem schottischen Fluss Clyde benannt, an dem ihr erstes Stadion, der Barrowfield Park, beheimatet war. Größte Erfolge waren dreimal der Gewinn des schottischen Pokals in den Jahren 1939, 1955 und 1958. In der Saison 2024/25 spielt er in der Scottish League Two, der vierthöchsten Spielklasse im schottischen Fußball, die zugleich die niedrigste Profiliga ist.

## Geschichte
Der Klub wurde 1877 gegründet und spielte zunächst am Ufer des Clyde. 1896 bezog man ein neues Stadion, das Shawfield Stadium in Rutherglen, das später eine Zeit lang zu Glasgow eingemeindet wurde. Immer im Schatten der benachbarten Glasgower Vereine Celtic und Rangers hatte man mit finanziellen Problemen zu kämpfen, die 1935 dazu führten, dass der FC Clyde sein Stadion an die Greyhound Racing Association verkaufen musste. Dennoch gelangen dem Verein einige Titel. So schaffte man 1939 durch einen deutlichen 4:0-Erfolg gegen den FC Motherwell den Sieg im Scottish FA Cup. 1955 und 1958 sollten nochmals zwei Pokalerfolge gelingen. Auch wenn vordere Platzierungen in der Liga gelangen, schaffte der Verein nie die Qualifikation für den Europapokal, da Celtic und Rangers zu dominant waren.

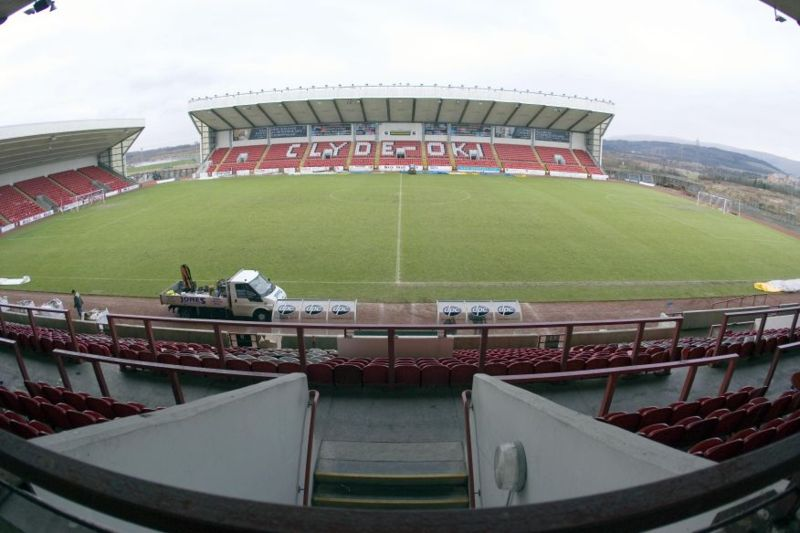
Das Broadwood Stadion in Cumbernauld, 2007

Nachdem man bis 1986 noch als Mieter im ehemals eigenen Stadion spielen durfte, musste man dann den Platz verlassen und teilte sich bis 1994 nacheinander mit Partick Thistle und Hamilton Accies die Spielorte. Seither spielt man im Broadwood Stadium in Cumbernauld. In den folgenden Jahren konnte sich der FC Clyde in der oberen Hälfte der Scottish First Division etablieren, ohne jedoch den Aufstiegsplatz zu erreichen. Größter Erfolg in der jüngeren Vereinsgeschichte war ein 2:1-Erfolg in einem Pokalspiel gegen Celtic Glasgow im Januar 2006 und das Erreichen des Finals des Scottish League Challenge Cup 2006/07, das allerdings im Elfmeterschießen gegen Ross County verloren wurde.
Die Saison 2008/09 beendete der FC Clyde auf dem letzten Tabellenplatz und stieg somit direkt in die Second Division ab.
Die Saison 2009/10 musste der FC Clyde mit einem geringen Budget auskommen und schaffte es nicht, die Klasse zu halten. Das Team wurde Letzter in der Second Division und stieg somit nur ein Jahr nach dem Abstieg von der First in die Second Division in die Third Division ab. Im Mai 2022 musste der Verein das Broadwood Stadium verlassen, da der Mietvertrag nicht verlängert wurde. Seitdem spielt der Verein im New Douglas Park in Hamilton, welches eigentlich die Heimstätte des Zweitligisten Hamilton Academical ist. Der Verein bemüht sich aber wieder eine neue eigene Spielstätte im Osten Glasgows zu finden, wo der Club auch im Jahre 1877 gegründet wurde.
Seit 2022 bestreitet der Verein seine Heimspiele im New Douglas Park in Hamilton aus.
In Anlehnung an die jahrelange „Heimatlosigkeit“ des Vereins nennen sich die Fans Gypsy Army.

## Erfolge
- Glasgow Cup: 1915
- Schottischer Pokalsieger (3): 1939, 1955, 1958
- Scottish Division Two (5): 1904/05, 1951/52, 1956/57, 1961/62, 1972/73
- Scottish Second Division (4): 1977/78, 1981/82, 1992/93, 1999/2000

## Spieler und Trainer

### Trainerchronik
- Russell Moreland (1930er)
- Frank Thomson (193?–1937)
- Paddy Travers (1938–1954)
- Johnny Haddow (1954–1963)
- John Prentice (1963–1966)
- David White (1966–1967)
- Archie Wright (1967)
- Archie Robertson (1968–1973)
- Stan Anderson (1973–1976)
- Mike Clinton (1976–77)
- Billy McNeill (1977)
- Craig Brown (1977–1987)
- John Clark (1987–1992)
- Alex Smith (1992–1996)
- Gardner Speirs (1996–1998)
- Ronnie McDonald (1998)
- Allan Maitland (1998–2002)
- Alan Kernaghan (2002–2004)
- Billy Reid (2004–2005)
- Graham Roberts (2005–2006)
- Joe Miller (2006–2007)
- Colin Hendry (2007–2008)
- John Brown (2008–2009)
- John McCormack (2009–2010)
- Stuart Millar (2010–2011)
- Jim Duffy (2011–2014)
- Barry Ferguson (2014–2017)
- Jim Chapman (2017)
- Danny Lennon (2017–2022)
- Jim Duffy (2022–2023)
- Brian McLean (2023)
- Ian McCall (2023–2024)
- Darren Young (seit 2024)

### Bekannte Spieler
- John Aitken
- Jörg Albertz
- Steve Archibald
- Danny Blair
- Archie Goldie
- Jack Kirwan
- John Kirwan
- Simon Mensing
- Pat Nevin
- Charlie Nicholas
- Michael Ohnesorge